# 鼓山区 (福州市)
鼓山区（1949年12月—1955年5月，1960年3月—1961年6月，1961年12月—1969年11月）是中华人民共和国福建省福州市历史上的一个市辖区。

## 第一次设立
1949年12月，福州市人民政府增设鼓山区，辖林森县划入的松鼓乡和双岳乡。1952年12月，鼓山区隶属新成立的福州市人民政府郊区行政办事处（以下简称“市郊办处”）。1955年4月，析鼓山区韩园、河塍、浦下3个村归大根区，析鼓山区洋中村归台江区；5月，撤销鼓山区建制，其所辖乡镇由市郊办处直接领导。

## 第二次设立
1960年3月，撤销市郊办处，同时设立福州市直辖的鼓山区，下辖鼓山、魁岐、横屿、岳峰4个人民公社。1961年6月，鼓山区改制为鼓山行政办事处。

## 第三次设立
1961年12月，撤销鼓山行政办事处，恢复设立鼓山区。1962年1月，恢复市郊办处，鼓山区归其领导。1969年11月，鼓山区改称鼓山人民公社。